# Nova Nizozemska
Nova Nizozemska (nizozemski: Nieuw-Nederland, latinski: Nova Belgica ili Novum Belgium) bila je nizozemska kolonija koja je postojala u 17. stoljeću, a nalazila se na teritoriju istočne obale današnjih Sjedinjenih Američkih Država.
Naseljavanje ove kolonije radi trgovine krznom u Sjevernoj Americi, predvodila je Nizozemska zapadnoindijska kompanija. Stanovništvo ove kolonije sačinjavali su Europljani, indijanci i afrički robovi. Nakon nekoliko vojnih sukoba, teritorij ove kolonije prepušten je Britancima.
Ova kolonija nalazila se na teritoriju današnjih američkih saveznih država New York, New Jersey, Delaware i Connecticut, a naselja su postojala i u državama Pennsylvania i Rhode Island. Glavni grad je bio Novi Amsterdam, koji se nalazio na otoku Manhattanu, koji je danas u sastavu grada New Yorka.
Nova Nizozemska imala je veliki kulturni utjecaj na to područje SAD-a, te na američku kulturu općenito. Mnogi njeni doseljenici i njihovi potomci imali su značajnu ulogu u povijesti i razvoju SAD-a, a ideje građanskih sloboda i pluralizma označile su smjer američke politike i društvenog života. 

## Povijest

### Prva istraživanja
Tijekom 17. stoljeća, Nizozemska doživljava veliki društveni, kulturni i ekonomski razvoj koji je poznat kao Nizozemsko zlatno doba (Gouden Eeuw). U isto vrijeme kad je Stari kontinent sve više stvarao trgovačke veze s Azijom i ostatkom svijeta, u Europi su postojali filozofski i teološki sukobi između katolika i protestanata. U tom razdoblju Nizozemska je postala dom brojnim intelektualcima, trgovcima i vjerskim izbjeglicama.
U Americi je u to vrijeme postojala engleska kolonija u Jamestownu, francuska u Québecu, te španjolske kolonije u Južnoj Americi i Karibima. Godine 1609., istraživač Henry Hudson je pod ugovorom Nizozemske istočnoindijske kompanije istražio istočnu obalu Sjeverne Amerike. Na ovom istraživačkom putovanju ustpio je svojim brodom Halve Maen ući u rijeku Hudson (koja je po njemu dobila ime) vjerujući da je pronašao riječni put u unutrašnjost. Nakon što se ispostavilo da je rijeka preplitka za nastavak putovanja, vratio se u Nizozemsku gdje je izvjestio da je pronašao područje prigodno za naseljavanje i trgovinu krznom. Njegovo putovanje potaknulo je nizozemske trgovce na financiranje još takvih ekspedicija.
Godine 1611., Amsterdamski admiralitet poslao je dvije ekspedicije kako bi pronašle rutu do Kine. U četiri putovanja između 1611. i 1614. područje između Delawarea i Massachusettsa su istražili i mapirali Adriaen Block, Hendrick Christiaensen i Cornelius Jacobsen Mey. U grupnoj zbirci ovih karata prvi put se spominje Nova Nizozemska i Nova Belgica.

### Trgovačke kompanije
Nizozemski parlamet je u ožujku 1614. donio odluku o dodjeljivanju prava na trgovinu za područje između 40. i 45. paralele. Pomoću Blockove karte i izvještaja, ovo pravo je dobila novoosnovana Novonizozemska kompanija.
Parlament je 1614. dodijelio prava za privatni trgovački razvoj u Novoj Nizozemskoj. Ubrzo su trgovci izgradili Fort Nassau na području današnjeg Albanyja uz rijeku Hudson, kako bi zaštitili svoje trgovačke pothvate i riječni promet. Ova tvrđava je samo nakon nekoliko godina napuštena zbog čestih poplava.
Nizozemskoj zapadnoindijskoj kompaniji prava za poslovanje u zapadnoj Africi i Americi dodijeljena su 1921. godine.
Izvorno je poslovanje ove kompanije u Sjevernoj Americi bilo orijentirano na trgovinu krznom. Iako su osnivači ove kompanije prvobitno željeli pokrenuti široku kolonizaciju Nove Nizozemske, parlament se je odlučio za izgradnju manjih trgovačkih postaja uz vojnu prisutnost. Tek nakon što su 1654. bili prisiljeni predati Nizozemski Brazil koje je bilo vrlo unosno područje za proizvodnju šećera, kompanija se odlučila za intenzivniju kolonizaciju Sjeverne Amerike.

### Odnosi s indijanskim stanovništvom
Prvi trgovački partneri novonizozemskih doseljenika bili su irokeška i algonkinska plemena koja su živjela na tom području. Indijanci su lovili i oderavali kožu životinjama te ih prodavali Nizozemcima. Vrlo je vjerojarno da je Hudsonov miroljubiv kontakt s lokalnim plemenom Mahican i motivirao gradnju utvrda na tom području. Godine 1628., Mohawk Indijanci iz irokeškog saveza su pokorili pleme Mahican koje se povuklo u Connecticut. Ovim je pleme Mohawk praktički ostvarilo monopol na trgovinu krznom s Nizozemcima.
Nizozemci su ukupno autohtono stanovništvo u tom području nazivali „Riječni Indijanci“. Među narodima koji su živjeli na tom području bili su Lenni Lenape, Wecquaesgeek, Hackensack, Raritan, Canarsee, Tappan. Ove skupine imale su najviše kontakta s doseljenicima u Novoj Nizozemskoj. Iako su Nizozemci pokušali kupiti zemlju od lokalnih plemena, zbog nerazumijevanja i drugačijih pogleda na vlasništvo nad zemljom, Indijanci često nisu napuštali kupljena područja, iako su bili voljni dijeliti ih s doseljenicima. Ovi nesporazumi i kulturne razlike doveli su do sukoba između došljaka i autohtonog stanovništva.

### Prva naselja
Prvo nizozemsko naselje podigla je 1613. posada broda „Tijger“. Ubrzo nakon toga izgrađen je Fort Nassau i manje trgovačke postaje za trgovinu s Indijancima. Godine 1624., Nova Nizozemska postaje pokrajina Nizozemske Republike. Nizozemci su tri rijeke na tom području nazvali Zuyd Rivier (Južna rijeka), Noort Rivier (Sjeverna rijeka), i Versche Rivier (Svježa rijeka). U svibnju 1624., Nizozemska zapadnoindijska kompanija je naselila 30 obitelji na Noten Eylantu (današnji Governors Island). Prvi upravitelj Nove Nizozemske bio je Cornelis Jacobsz May, a zamijenio ga je Willem Verhulst. Iduće godine je na otok doseljeno još 45 kolonista. Neki doseljenici su se naselili u raznim garnizonima po teritoriju kolonije, kao što su bili Fort Orange, Kievets Hoek i Fort Wilhelmus. Većina ovih doseljenika nizu bili Nizozemci, već Valonci, francuski hugenoti ili afrički robovi.
Godine 1626., novi upravitelj kolonije Peter Minuit, umjesto prvobitne lokacije na Južnoj rijeci, odlučuje glavni grad kolonije izgraditi na otoku Manhattanu koji se nalazio na ušću Sjeverne rijeke (Hudson). Minuit je prema trgovačkoj politici kompanije kupio ovu lokaciju od lokalnih plemena uz naknadu u raznim dobrima. Ovaj potez se danas smatra jednim od najlegendarnijih trgovačkih poteza.
Na južnom kraju ovog otoka naredio je izgradnju Fort Amsterdama što je trebalo biti središte nove kolonije. Gradska luka trebala je postati glavna točka u trgovini između Sjeverne Amerike, Kariba i Europe. U vrijeme osnutka 1653. u povelji su kao dijelovi Novog Amsterdama navedeni Manhattan, Staaten Eylandt, Pavonia i Lange Eylandt.

### Razvoj kolonije
Iako je kolonija postebeno rasla, njezin razvitak nije ispunio očekivanja te je kao novi upravitelj postavljen Willem Kieft. On je kao mjeru povećanja zarade pokušao uvesti Indijancima obvezu plaćanja danka koloniji. Budući da su neka plemena jednostavno ignorirala njegove zahtjeve, naredio je napad na skupine Tappan i Wecquaesgeek. Taj masakr u kojem je ubijeno 130 ljudi, motivirao je okolna plemena na odmazdu kojom su opljačkali i otjerali skupine naseljenika s njihovih posjeda. Nakon skoro dvije godine sukoba Kieftov rat je završio sporazumom između doseljenika i Indijanaca. Zbog ovakvog ponašanja nizozemski je parlament kaznio kompaniju zbog nepoštivanja ljudskih prava.
Godine 1647., u Novi Amsterdam je stigao novi upravitelj Peter Stuyvesant kako bi zaštitio interese kompanije. U razdoblju njegovog upravljanja kolonija je doživjela eksponencijalni rast at the highest navigable point on the North River. U tom razdoblju su teritorij kolonije polako počeli otimati Englezi na sjeveru, te Šveđani na jugu, dok su nizozemsko napredovanje u središtu kolonije popkušavali zaustaviti Lenni Lenape. U istom vremenu odvijale su se i vojne bitke u području Kariba i južnog Atlantika. Godine 1654. Nizozemska je izgubila Novu Holandiju, te je time veliki broj doseljenika iz Brazila došao u Novu Nizozemsku. Zbog promijenjenih okolnosti ova kolonija je postala privlačnija nizozemskim investitorima.

### Nestanak kolonije
U ožujku 1664., Karlo II., kralj Engleske odlučio je svojim zemljama pripojiti i Novu Nizozemsku. Iste godine su četiri engleske fergate uplovile u Novi Amsterdam i zahtijevale predaju Nove Nizozemske. Kolonija je bila slabo opremljena oružjem i ljudstvom, te nije pružila nikakav otpor Englezima. Upravitelj Stuyvesant je od premoćnog neprijatelja izborio dobre uvjete predaje. Nakon sporazuma u Bredi 1667., kojim je završen drugi englesko-nizozemski rat Nizozemci nisu tražili povrat Nove Nizozemske. Šest godina poslije opet je izbio rat s Engleskom tijekom kojeg su Nizozemci velikom flotom ponovno zauzeli Novu Nizozemsku. Kao novi upravitelj postavljen je Anthony Colve. Ipak, treći englesko-nizozemski rat je završio velikim porazom Nizozemske. Iako su postojali pokušaji povrata Nove Nizozemske, ona je na kraju predana Engleskoj 1674. sporazumom u Westminsteru.

## Društvo
Doseljeničko stanovništvo Nove Nizozemske mosu činili samo Nizozemci. Nova Nizozemska je bila vrlo heterogeno društvo u kojem su živjeli mnogi Europljani, ali i robovi i doseljenici iz Afrike, Kariba, Južne Amerike, kao i domaće indijansko stanovništvo. Kao primjer može se navasti upravitelj Peter Minuit koji je bio Valonac rođen u Njemačkoj koji je radio za nizozemsku kompaniju.

### Jezici
Nizozemski je bio službeni jezik kolonije, te vjerojatno i najšire upotrebljavani jezik međusobnog sporazumijevanja. Ipak, nije bio jedini jezik koji se koristio u Novoj Nizozemskoj, nego su se koristili i razni algonkijski jezici, Valonci i hugenoti su većinom govorili francuski, a Skandinavci i Nijemci svoje jezike, kao i doseljenici iz anglofonih područja. Afrički doseljenici i robovi su vjerojatno koristili svoje jezike. Dolaskom izbjeglica iz Nove Holandije u Brazilu vjerojatno su došli i govornici portugalskog, španjolskog i ladina. U luci su se poslovne transakcije odvijale istodobno na više jezika

### Religija
U Utrechtskoj uniji, osnivačkom dokumentu Nizozemske Republike iz 1579., navedena je religijska sloboda kao jedno od osnovnih prava. Ipak, Nizozemska zapadnoindijska kompanija uvela je Nizozemsku reformiranu crkvu kao službenu vjersku instituciju u Novoj Nizozemskoj. Doseljenici su bili duži nagovarati autohtono stanovništvo i vjernike drugih vjera na preobraćenje. Ovo pravilo je izuzeto samo dva puta za vrijeme Stuyvesantove vlasti; prvi put je to bilo 1655. dopuštanjem doseljavanja aškenaškim i sefardskim židovima, a drug put 1657. dopuštanjem prakticiranja vjere kvekerima.

## Ostavština i utjecaj
Za vrijeme ove nizozemske kolonije osnovano je mjesto koje će kasnije postati najveći grad u Sjevernoj Americi (New York). Ideje koje su tada vladale u Nizozemskoj, kao sekularizam, multikulturalizam, tolerantnost i novi tržišni mentalitet prelile su se i u Novu Nizozemsku, a kasnije su ušle i u kulturu SAD-a.
Nizozemska Republika je bila jedna od prvih europskih država koja je dala pravo glasa i građanske slobode širim slojevima društva. Američki ustav je izračen pod utjecajem ustava ove republike.
Mnogi ugledni Amerikanci bili su potomci doseljenika iz Nove Nizozemske. Dva američka predsjednika iz novonizozemske obitelji Roosevelt bili su potomci nizozemskih doseljenika koji su emigrirali 1650. godine. Predsjednik Martin Van Buren je također bio potomak novonizozemske obitelji i jedini američki predsjednik koji kao materinski jezik nije govorio engleski, već nizozemski.
Slavljenje Santa Clausa (Djeda Božićnjaka) prenijelo se SAD-om iz Nove Nizozemske gdje su doseljenici 6. prosinca slavili Svetog Nikolu. Narodne priče o nizozemskim seljacima u Dolini Hudsona bile su izvor inspiracije za Washingtona Irvinga i njegove poznate priče Rip Van Winkle i Legenda o Sanjivoj Dolini (The Legend of Sleepy Hollow).
Boje na zastavi grada New Yorka, Albanyja i okruga Nassau su boje stare nizozemske zastave. to su i boje bejzbolskog kluba New York Mets, košarkaškog kluba New York Knicks i hokejskog kluba New York Islanders.
Mnogi nizozemski izrazi i riječi su ušli u američki engleski jezik, kao npr. „Cookie“ (koekje ili koekie) ili „Boss“ (baas). Utjecaj nizozemskog se vidi i u brojnim topografskim nazivima u američkim državama koje se nalaze na prostoru bivše Nove Nizozemske.

## Vanjske poveznice
- New Netherland Project – Projekt o povijesti Nove Nizozemske financiran od strane New York State Library i New Yorker Holland Society.